# Silyle

Groupe silyle, analogue au groupe méthyle

En chimie organique, les silyles dérivent des silanes comme les alkyles, des alcanes, par la perte d'un atome d'hydrogène. Ils peuvent désigner des radicaux ou des substituants sur des molécules organiques complexes. Les silyles sont plus ou moins considérés comme des groupes fonctionnels selon les circonstances. D'autre part, le terme 'silyle' nu peut désigner spécifiquement le résidu -SiH3 ou le radical ▪SiH3.

## exemple
Les groupes silyle d'emploi divers les plus connus comptent :
- triméthylsilyle, TMS, (CH3)3Si-
- super silyle comme tri(triméthylsilyl)silyle, TTMSS, ((CH3)3Si)3Si-, tri(t-butyl)silyle, ((CH3)3C)3Si- et triisopropylsilyle, TIPS, ((CH3)2CH)3Si-